# Dècada del 770 aC

## Esdeveniments
- Expansió de Grècia a partir de colònies comercials
- 778 aC: Agamestor, rei d'Atenes, mor després d'un regnat de 17 anys i va ser succeït pel seu fill Aeschylus.
- 776 aC: Comencen a celebrar-se els Jocs Olímpics de l'antigor.
- 774 aC: Fí del regnat de Pigmalió de Tiro.
- 773 aC: Mort de Shoshenq III, rei d'Egipte.
- 772 aC: A la Xina és fundada la dinastia Zhou.